# Kassandra Clementi
Kassandra Clementi (Adelaida, 10 de octubre de 1991) es una actriz australiana, conocida por haber interpretado a Christina Carter en la serie Single Ladies y a Maddy Osbourne en Home and Away.

## Primeros años
Clementi nació en Adelaida, Australia Meridional, y de niña soñaba con convertirse en veterinaria. Tomó clases de actuación durante la adolescencia y decidió seguir esa carrera tras finalizar la escuela secundaria, mudándose de Adelaida para continuar sus estudios en esa área. En su infancia, Clementi pasaba las vacaciones familiares en la localidad costera de Middleton, en Australia Meridional.

## Carrera
En 2009 obtuvo un pequeño papel en la película The Boys Are Back protagonizada por Clive Owen y Laura Fraser.
En 2010 apareció como invitada en la serie Offspring. En 2011 apareció en la película Underbelly Files: Infiltration, donde dio vida a Chelsea McLaren. Ese mismo año se unió al elenco principal de la primera temporada de la serie Single Ladies, donde interpretó a Christina Carter. El 24 de enero de 2013, se unió al elenco de la exitosa serie australiana Home and Away, donde interpreta a la joven Maddy Osbourne hasta el 31 de mayo de 2016.

## Vida personal
En 2014, Clementi mantuvo una relación con el veterinario y personalidad televisiva australiano Dr. Chris Brown. Clementi reside en Los Ángeles, Estados Unidos.
El 18 de agosto de 2021, Clementi anunció su compromiso con la actriz Jacqueline Toboni. Sin embargo, el 7 de agosto de 2022, Kassandra confirmó a través de un comentario en Instagram que ella y Toboni se habían «separado hace un tiempo, de forma amistosa».
Clementi mantiene una relación con Daniel McKernan, del programa de Animal Planet Saved by the Barn. El 28 de noviembre de 2022, McKernan anunció a través de redes sociales que él y Clementi esperaban su primer hijo. La hija de la pareja nació en mayo de 2023. En abril de 2024, Clementi confirmó que ella y McKernan llevaban comprometidos más de un año.

## Filmografía

### Series de televisión
| Año             | Título        | Personaje        | Notas          |
| --------------- | ------------- | ---------------- | -------------- |
| 2018 - presente | UnREAL        | Crystal          | 5 episodios    |
| 2013 - 2016     | Home and Away | Maddy Osbourne   | 327 episodios  |
| 2011            | Single Ladies | Christina Carter | 10 episodios   |
| 2010            | Offspring     | Cara             | episodio # 1.2 |

### Películas
| Año  | Título                          | Personaje         | Notas                                                                                               |
| ---- | ------------------------------- | ----------------- | --------------------------------------------------------------------------------------------------- |
| 2017 | Becoming Bond                   | Belinda           | junto a George Lazenby, Josh Lawson, Landon Ashworth, Jane Seymour, Jeff Garlin y Jake Johnson      |
| 2012 | Christmas Twister               | Lexi              | junto a Casper Van Dien, Richard Burgi, Victoria Pratt, Haley Lu Richardson y Dmitri Schuyler-Linch |
| 2012 | Hatfields and McCoys: Bad Blood | Rosanna McCoy     | junto a Jeff Fahey, Christian Slater, Perry King, Tim Abell, Sean Flynn y Dylan Vox                 |
| 2012 | Snow White and the Seven Movies | Bella Durmiente   | corto - junto a Justin Deeley, David Del Rio, Ken DuBois, Genevieve Farrell y Patrick Heusinger     |
| 2011 | Underbelly Files: Infiltration  | Chelsea McLaren   | junto a Sullivan Stapleton, Valentino del Toro, Jessica Napier, Roy Billing y Glenda Linscott       |
| 2009 | The Boys Are Back               | Joven En la Playa | junto a Clive Owen, Laura Fraser, Emma Lung, Emma Booth y Erik Thomson                              |

### Apariciones en programas
| Año  | Título               | Notas |
| ---- | -------------------- | ----- |
| 2017 | Noches con Platanito | -     |